# Habas
 Habas  (en occitano Havars) es una población y comuna francesa, situada en la región de Aquitania, departamento de Landas, en el distrito de Dax y cantón de Pouillon.

## Demografía
| 1371 | 1425 | 1350 | 1290 | 1310 | 1311 |
| Para los censos de 1962 a 1999 la población legal corresponde a la población sin duplicidades (Fuente: INSEE [Consultar]) |      |      |      |      |      |